# Cyanhydrine d'acétone
La cyanhydrine d'acétone est un composé organique utilisé dans la production de méthacrylate de méthyle, monomère du polyméthacrylate de méthyle (PMMA, plexiglas, plastique transparent également connu sous le nom d'acrylique).
La cyanhydrine d'acétone est classée comme une substance extrêmement dangereuse aux États-Unis par l'Emergency Planning and Community Right-to-Know Act et figure à ce titre dans la Liste EPA des substances extrêmement dangereuses. Les principaux dangers de la cyanhydrine d'acétone sont dues à sa facile décomposition en acétone et en cyanure d'hydrogène, composé extrêmement toxique, susceptible de provoquer des troubles respiratoires. La cyanhydrine d'acétone se décompose rapidement au contact de l'eau.